# Naturaleza muerta resucitando
Naturaleza muerta resucitando es una de las últimas obras de Remedios Varo, está fechada en 1963 y pertenece al estilo surrealista como la mayoría de la producción de la artista.
Remedios Varo fue una pintora surrealista, escritora y artista gráfica, nació en España en 1908, el 20 de noviembre de 1941 llega a México huyendo de los conflictos de la Segunda Guerra Mundial y ahí radicaría hasta su fallecimiento.
Remedios Varo representaba elementos esotéricos en sus obras, tanto personajes como procesos de magia, brujería y alquimia. Estos temas en sus obras son más evidentes, como rituales a la luz de la luna, también realizó obras donde la práctica esotérica es más inusual para el profano, como son mujeres tejiendo, con lo que realizan una magia creadora.

## Descripción
Observamos dos planos, en esta obra predominan los colores cálidos y los colores fríos son mínimos; la composición del cuadro es casi simétrica, si lo dividimos por la mitad con una línea vertical ningún lado está más cargado que él otro, todos los objetos que vemos giran en torno al centro del cuadro, en el primer plano encontramos una mesa redonda con un mantel y un candelabro, sobre la mesa vemos platos, frutas y algunos insectos. Los platos y frutas más allá de estar sobre la mesa flotan sobre ella y parecen estar girando en círculos.
En el segundo plano encontramos que todo lo se la escena central se encuentra en una habitación de arquitectura gótica, se observa que el piso de la habitación es un decágono segmentado en triángulos, y la estructura de las paredes y el techo aparentan ser una bóveda de crucería; del piso vemos que salen tres plantas, dos del lado derecho del cuadro y una del lado izquierdo; en la parte superior del cuadro casi a la altura del techo vemos tres insectos que podríamos identificar como libélulas.

## Interpretación
La obra de Remedios Varo es sincrética y está cargada de un fuerte simbolismo que alude a diversos temas como la espiritualidad, el misticismo, la ciencia, la alquimia, la religión y otros temas; todos estos deben ser considerados para el análisis de cualquiera de sus obras.

Empezando por la base de la composición central, que vendría a ser la mesa de forma circular, el círculo en la alquimia representa el flujo de energía, también representa la totalidad y la materia. La vela es Remedios Varo, esta representa la energía y la luz, la llama crea una órbita en espiral que gira en torno de ella.
La vela es el símbolo de su vida particular; en su trasformación produce un campo de energías que hace mover (el mantel de la mesa) ocho platos (el ocho simboliza la regeneración y el eterno movimiento de la espiral ascendente). Trece frutos dan vuelta alrededor de la vela como un sistema solar (el 13 significa muerte y renacimiento). Las granadas, símbolo de la fecundidad, se abren y dejan caer sus granos, que germinan; en el eterno presente todo ocurre en el mismo momento”; en el eterno presente todo ocurre en el mismo momento” A ella le gustaba representar símbolos del misticismo en su obra. Se piensa que auguró su muerte, plasmando de esta forma su viaje espiritual.

En su pintura “expresa el renacimiento cíclico de la naturaleza” es decir, nacimiento, muerte y regeneración o resurrección. Los planetas – frutas giran en diferentes órbitas dentro del sistema, provocando la destrucción de unos frutos, a pesar de que sus semillas caen en la tierra, germinan para convertirse / transformarse en plantas. Esta metáfora hace eco a la ciencia con la teoría del Big Bang, mostrando el origen del universo y asimismo, el de la vida, a la física. (Viridiana Alpizar, pág. 116)
Según Minardi basta este único cuadro para decir que Varo no era impermeable a la realidad mexicana, pues habla de "la muerte como generadora de vida, como evolución, y no como destrucción", conceptos fundamentales del México prehispánico.